# 三十年代博物馆

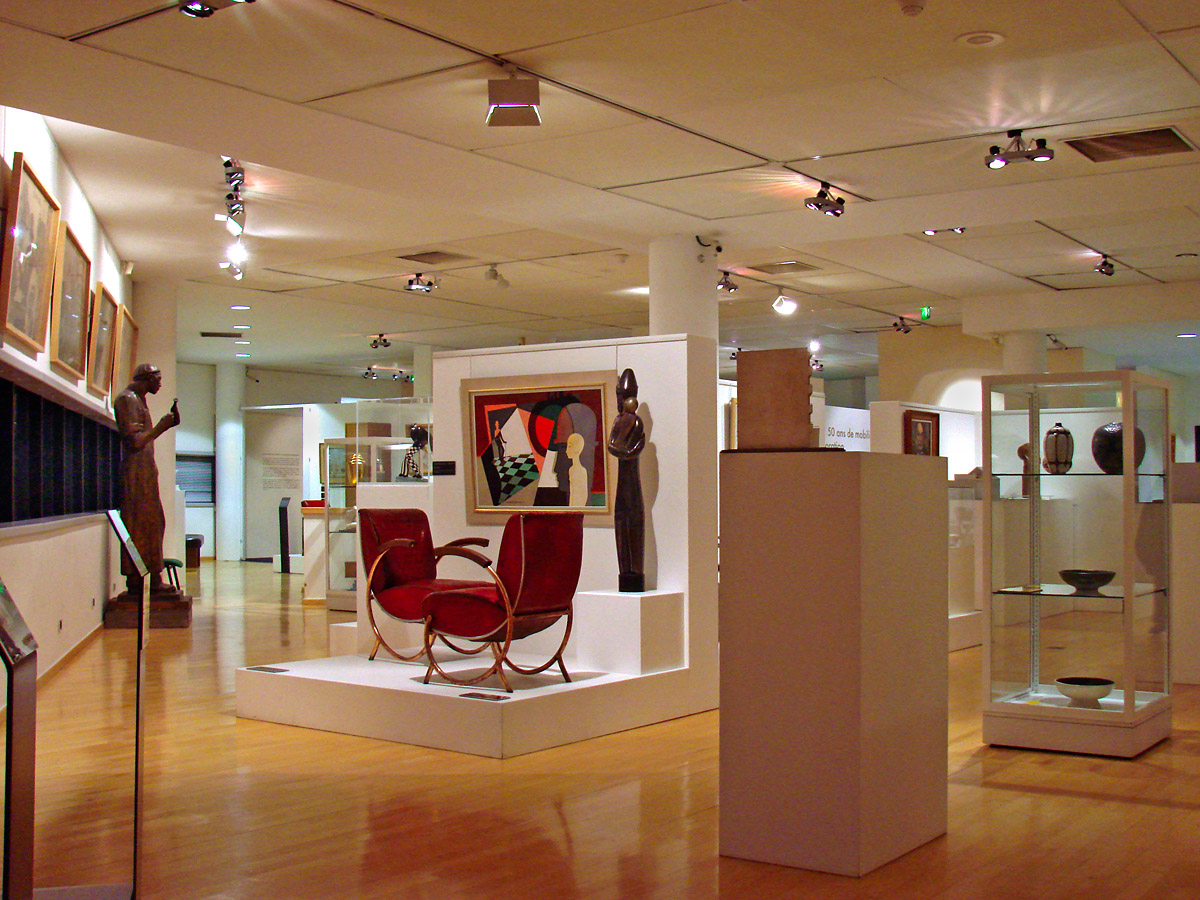
内部

三十年代博物馆（Musée des Années Trente）位于法国上塞纳省的布洛涅-比扬古（巴黎西郊）安德雷·莫里泽大道（Avenue André-Morizet）28号的兰多夫斯基空间（Espace Landowski），是一个市立博物馆，专注于1930年代的美术、装饰艺术和工业艺术。除了星期一和节假日，每天开放。附近的地铁站为巴黎地铁9号线de1马塞尔·桑巴站（Marcel Sembat）。

## 历史
博物馆于1939年由阿尔伯特·贝桑松博士创建。1983年他去世后，博物馆专注于20世纪30年代，并于1994年迁至兰多夫斯基空间，改为现在的名称。现有 3,000 平方米的展览空间。
如今，博物馆拥有约1500件雕塑、800幅绘画和20000幅素描，以及家具、陶瓷、海报和原始记录，还包含一些非洲和海外作品，来自原国立非洲和大洋洲艺术博物馆（Musée national des Arts d'Afrique et d'Océanie），以及建筑师勒·柯布西耶、托尼_加尼耶、安德雷·卢尔萨特（André Lurçat）、罗伯特·马利特-史蒂文斯（Robert Mallet-Stevens）、奥古斯特·佩雷和让·普鲁维（Jean Prouvé）、设计师埃米尔-雅克·鲁赫曼（Émile-Jacques Ruhlmann）和朱尔斯·勒鲁（Jules Leleu）以及著名居民安德烈·马尔罗的作品。